# Wild Thing (Chip Taylor)
Wild Thing è un brano musicale scritto dal cantautore newyorkese Chip Taylor ed originariamente registrata dagli Wild Ones nel 1965 e pubblicata dall'etichetta United Artists nr. cat. 947. L'anno successivo ne venne fatta una nuova versione dalla band inglese dei Troggs che raggiunse il primo posto nella classifica Billboard Hot 100 nel luglio dello stesso anno per due settimane, la seconda posizione nella classifica inglese, la quinta in Austria e Olanda e la settima in Germania. Questa versione è stata inserita alla posizione n. 257 della lista delle 500 migliori canzoni della rivista Rolling Stone. Altre versioni del brano furono realizzate da The Jimi Hendrix Experience, The Creatures, X e Liz Phair.

## Versione originale
La prima versione del brano venne incisa dai The Wild Ones nel 1965 e pubblicata nel singolo a 45 giri Wild Thing/Just Can't Cry Anymore.

## Versione dei Troggs
La versione dei Troggs fu registrata in mono in un'unica sessione agli Olympic Studios in Carton Street a Londra con Keith Grant come ingegnere del suono.
A causa delle dispute sorte intorno alla sua distribuzione il singolo fu disponibile su due etichette concorrenti: Atco Records e Fontana.
Dato che entrambe le stampe furono prese dalla stessa matrice di registrazione, la rivista statunitense Billboard mettendo insieme i dati di vendita di entrambe le realizzazioni, posizionò il singolo al primo posto della sua classifica per entrambe le etichette discografiche.
Nell'edizione dell'Atco Records la canzone è accreditata a Reg Presley cantante dei Troggs e il lato B, With a Girl Like You a Chip Taylor, invertendo così le reali credenziali per i due brani. Nell'edizione della Fontana Records invece i crediti sono giusti ma il lato B è From Home. La Atco records accredita la produzione a Larry Page, mentre la Fontana Records alla Page One Production.

### Tracce

#### Edizione Fontana Records
Lato A
Testi e musiche di Chip Taylor.
1. Wild Thing – 2:33

Lato B
Testi e musiche di Reg Presley.
1. From Home – 2:14

#### Edizione ATCO Records
Lato A
Testi e musiche di Chip Taylor.
1. Wild Thing – 2:35

Lato B
Testi e musiche di Reg Presley.
1. With a Girl Like You – 2:08

## Versione di Jimi Hendrix
Jimi Hendrix ne realizzò una versione suonata dal vivo al Monterey Pop Festival del 1967. Alla fine della sua esecuzione Hendrix bruciò e distrusse la sua chitarra sul palco. Tale versione è stata pubblicata negli album postumi Jimi Plays Monterey (1986) e Live at Monterey (2007).